# Larry Donald
Larry Ali Donald (* 6. Januar 1967 in Cincinnati) ist ein US-amerikanischer Schwergewichtsboxer. Er wird von Collins Morgan trainiert, sein Manager ist Carl King.

## Amateur
Als Amateur gewann Donald 1989 und 1990 die Golden Gloves und 1991 die US-amerikanische Meisterschaft im Superschwergewicht. Bei den Goodwill Games 1990 in Seattle wurde er Zweiter, bei der Amateurweltmeisterschaft 1991 in Sydney belegte er einen dritten Platz.
1992 nahm er für die USA an den Olympischen Spielen in Barcelona teil, unterlag jedoch in der zweiten Turnierrunde dem späteren Goldmedaillengewinner Roberto Balado. Seine Bilanz war 54-4.

## Profikarriere
Donald begann seine Profikarriere 1993. Im März 1994 gelang ihm ein Punktsieg über den noch ungeschlagenen Jeremy Williams.
Seine erste Niederlage erlitt er gegen den Ex-Weltmeister Riddick Bowe im Dezember 1994. Bowe hatte Donald bei der Pressekonferenz ins Gesicht geschlagen und damit Donald so sehr beeindruckt, dass dieser den ganzen Kampf sehr verhalten boxte.
1997 und 1998 gelangen ihm Siege gegen Tyrell Biggs, Tim Witherspoon und Ross Puritty; er musste gegen den kanadischen Olympiateilnehmer Kirk Johnson jedoch eine Punktniederlage hinnehmen.
Seine einzige vorzeitige Niederlage erlitt er im November 2002 gegen Vitali Klitschko, gegen den er nach zehn einseitigen Runden KO ging.
Sein bedeutendster Sieg gelang ihm 2004 gegen Ex-Weltmeister Evander Holyfield, der zu diesem Zeitpunkt jedoch schon 42 Jahre alt war und den Zenit seiner Karriere schon lange überschritten hatte. Anschließend boxte Donald gegen Ray Austin unentschieden.
Am 1. Oktober 2005 unterlag er im WM-Ausscheidungskampf des WBA-Verbandes gegen Nikolai Walujew mit 114:114, 117:112 und 114:113 Punkten. Die Punktvergabe war umstritten.
Nach anschließender fast zweijähriger Inaktivität boxte Larry Donald im Juni 2007 in Moskau gegen den aufstrebenden Alexander Powetkin und unterlag gegen den ehemaligen Amateurweltmeister und Olympiasieger über zehn Runden klar nach Punkten.